# David Střihavka
David Střihavka (Praag, 4 maart 1983) is een Tsjechische voormalig voetballer die als aanvaller speelde.

## Clubcarrière
Střihavka kwam uit voor diverse nationale Tsjechische voetbalelftallen voordat hij zijn debuut maakt als prof. Na omzwervingen via Praag (Bohemians en Sparta Praag) belandt hij in 2007 in Engeland bij Norwich City. Dat verblijf werd geen groot succes. Hij scoorde slechts één doelpunt. Hij werd na die goal bestraft met een gele kaart omdat hij bij wijze van viering het publiek insprong. Daarna keerde hij terug naar Tsjechië. In januari 2011 verlaat hij de koploper van dat moment - FC Viktoria Pilsen - om na een proefperiode op huurbasis bij Willem II te gaan voetballen. De Tilburgse club heeft ook een optie tot een definitief verblijf op de spits. In 2011 vond hij een nieuwe club in MŠK Žilina uit Slowakije. Hierna speelde hij voor 1. FK Příbram. Na twee periodes in Libanon, afgewisseld met een kort verblijf bij FK Dukla Banská Bystrica, speelde Střihavka  eind 2015 in Italië voor US Caratese.
Hij was Tsjechisch jeugdinternational.